# Pycnochromis fatuhivae
Pycnochromis fatuhivae là một loài cá biển thuộc chi Pycnochromis trong họ Cá thia. Loài này được mô tả lần đầu tiên vào năm 2001.

## Từ nguyên
Từ định danh fatuhivae được đặt theo tên gọi của đảo Fatu-Hiva, điểm cực nam của quần đảo Marquises, nơi mà mẫu định danh của loài cá này được thu thập.

## Phân loại học
P. fatuhivae trước đây được xếp vào chi Chromis, nhưng theo kết quả phân tích hình thái vào năm 2021 thì loài này đã được chuyển sang chi Pycnochromis.

## Phạm vi phân bố và môi trường sống
P. fatuhivae là một loài đặc hữu của quần đảo Marquises (Polynésie thuộc Pháp), và hiện chỉ được biết đến tại đảo Fatu-Hiva và bãi ngầm Clark (điểm cực bắc của Marquises). Loài này được tìm thấy ở độ sâu khoảng 10–21 m và phạm vi của chúng có thể trải rộng khắp Marquises.

## Mô tả
P. fatuhivae có chiều dài cơ thể lớn nhất được ghi nhận là 6,3 cm. Từ tia vây lưng thứ 6 thẳng xuống bụng là "đường ranh giới" chia hai màu sắc trên cơ thể của P. fatuhivae: từ đường này về phía đầu là màu nâu sẫm, phần thân còn lại, bao gồm phần vây mềm của vây lưng, toàn bộ vây hậu môn và đuôi có màu trắng. Gốc vây ngực có một đốm đen lớn. Thùy đuôi có các sợi tia vươn dài.
Cá hồng Lutjanus bohar được ghi nhận là có thể bắt chước kiểu hình của P. fatuhivae và nhiều loài cá thia khác là Pycnochromis margaritifer (tại Fiji); Pycnochromis iomelas (tại Tuamotu); Chromis notata, Chromis weberi và Azurina lepidolepis (tại Nhật Bản).
Số gai ở vây lưng: 12; Số tia vây ở vây lưng: 12–13; Số gai ở vây hậu môn: 2; Số tia vây ở vây hậu môn: 12–13; Số tia vây ở vây ngực: 17; Số gai ở vây bụng: 1; Số tia vây ở vây bụng: 5; Số vảy đường bên: 15.

## Sinh thái học
Thức ăn của P. fatuhivae là những loài động vật phù du. Cá đực có tập tính bảo vệ và chăm sóc trứng; trứng có độ dính và bám vào nền tổ.